# Jaroslav Fikejz
Jaroslav Fikejz (Checoslovaquia, 24 de abril de 1927-26 de diciembre de 2008) fue un atleta checoslovaco especializado en la prueba de salto de longitud, en la que consiguió ser medallista de bronce europeo en 1950.

## Carrera deportiva
En el Campeonato Europeo de Atletismo de 1950 ganó la medalla de bronce en el salto de longitud, con un salto de 7.20 metros, siendo superado por el islandés Torfi Bryngeirsson (oro con 7.32 metros) y el neerlandés Gerard Wessels (plata con 7.22 metros).